# Diagonal Cero
Diagonal Cero fue una revista artística que se publicó en la ciudad de La Plata (Provincia de Buenos Aires, Argentina), en la década de 1960. Constituyó una revista de la vanguardia artística de dicha ciudad, que tuvo amplia difusión en Argentina y otros países.

## Historia
Esta revista estuvo dirigida, editada y diagramada por Edgardo Antonio Vigo. El primero número salió publicado en marzo de 1962. Se trató de una revista experimental pionera sobre poesía visual que distribuyó localmente y en el exterior. Los temas abarcados por la revista en sus 28 número de vida abarcaban desde ensayos dedicados a la situación de las artes en La Plata y a la vanguardia concreta en Argentina, hasta el  arte experimental, las vanguardias artísticas, el arte conceptual, la poesía visual, y la xilografía. A su vez, la revista logró reunir colaboraciones de poetas y artistas de diversas partes del mundo y generó una red de artistas latinoamericanos interesados en problemáticas similares.
En esta revista Omar Gancedo, miembro fundador de la revista, publicó en diciembre de 1966 su serie de poemas titulada IBM (en referencia a la empresa tecnológica del mismo nombre), los cuales constituyen el primer caso de poesía digital en la Argentina. Estas eran una serie de tres tarjetas IBM que incluían un poema codificado (en forma manual) en las perforaciones, junto con la decodificación automática en lengua natural impresa. Estos poemas publicados en la revista venían acompañados por un breve texto introductorio explicativo.
A su vez, la revista fue el motor otros proyectos editoriales y colectivos que giraban en torno al grupo de artistas Movimiento Diagonal Cero. Estos organizaron exposiciones de artistas plásticos y poetas, así como la publicación de carpetas de grabado xilográfico y de “objetos poéticos” de distinto tipo. De esta forma, Diagonal Cero se constituyó también en un sello editorial y el de un movimiento de artistas plásticos y poetas visuales.
La periodicidad de la revista era trimestral. Entre los años 1962 y 1969 salieron publicados 29 números. El formato variaba en tamaño siguiendo un diseño libre que le permitía a los editores un rearmado según la voluntad del lector.